# Vukašin Obradović
Vukašin Obradović (Vranje, 18. april 1962) srpski je novinar.

## Biografija
Rođen je 18. aprila 1962. godine u Vranju, gde je završio osnovnu i srednju školu. Diplomirao je na Fakultetu političkih nauka u Beogradu, na odseku novinarstvo. Prve tekstove objavio je u omladinskim glasilima Student, NON, Mladost i Stav.
Tokom novinarske karijere objavljivao je tekstove o aktuelnim političkim i društvenim temama, između ostalog, u Našoj Borbi, Republici, Danasu, Vremenu i NIN-u, kao i portalima Peščanik, Autonomija, Cenzolovka. Radio je i kao saradnik u Radiju Slobodna Evropa (RFE).
Bio je zaposlen u Politici ekspres do 1993. godine, kada je dao otkaz zbog neslaganja sa uređivačkom politikom. Krajem 1994. godine pokrenuo je lokalni nedeljnik Vranjske koji je do 2000. godine bio jedini nezavisni medij južno od Niša. „Vranjske“ su delile sudbinu nezavisnih medija do 2000. godine, ali i kasnije, zbog uređivačke politike čija je glavna karakteristika bila poštovanje profesionalnih i etičkih standarda, kao i kritički odnos prema vlastima, pre i posle demokratskih promena. „Vranjske“ spadaju među najcitiranije i najnagrađivanije lokalne medije. „Vranjske“ su, usled političkih i ekonomskih pritisaka, ugašene 2017. godine.
Vukašin Obradović je od 2018. do 2021. godine bio zamenik glavnog i odgovornog urednika novinske agencije BETA.
Od 2021. do 2022. godine bio je urednik i izvršni urednik u dnevnom listu Danas.
Od februara 2023. godine je pomoćnik glavnog i odgovornog urednika nezavisnog dnevnika Vijesti.
Vukašin Obradović je bio u dva mandata predsednik Asocijacije nezavisnih lokalnih medija „Lokal pres“ a od 2010. do 2017. godine obavljao je dužnost predsednika Nezavisnog udruženja novinara Srbije (NUNS),
Od 2016. do 2018. godine bio je predsednik Upravnog odbora Saveta za štampu, jedinog samoregulatornog tela u medijskoj sferi Srbije.
Obradović je od 2019. do  2021. godine radio kao saradnik u organizaciji civilnog društva Građanske inicijative.
Od 2021. godine zaposlen u nezavisnom dnevniku Vijesti iz Podgorice. Trenutno vrši dužnost pomoćnika glavnog i odgovornog urednika.

## Nagrade i priznanja
Dobitnik je novinarskih nagrada „Dušan Bogavac“, „Staša Marinković“, „Jug Grizelj“ i „Dragoljub Stošić“.
Liga eksperata dodelila mu je 2017. nagradu "Vitez poziva".
Obradović je 2016. proglašen počasnim građaninom Šapca zbog doprinosa širenju medijskih sloboda.
Misija OEBS u Srbiji 2009. godine proglasila Obradovića za ličnost godine u medijskoj oblasti zbog, kako je navedeno „podrške demokratskim principima nezavisnog izveštavanja, objektivnosti i promovisanja međuetničkog dijaloga između Srba manjinskih zajednica u južnoj Srbiji”.